# Драган Момчиловић
Драган Момчиловић (Црна Трава, 22. новембар 1952) је српски ликовни уметник који живи и ствара у Нишу последњих четрдесет година (1973–2013). Ликовни развој Драгана Момчиловића кретао се од фигуративне фазе и лирске апстракције преко предметне форме у којој је материјализовао и понеке сегменте са својих слика. Сопствени ликовни стил Момчиловић је допунио маштовитом уметничком визијом и прилагодио језику симбола, који пријатно изненађују тачношћу исцртаних појединости. Композиција на Момчиловић сликама је веома једноставна, често симетрична, а монументалност слика не само да је евидентна великим форматом већ и текстуром која се на њима појављује.
Члан је УЛУПУДС-а од 1977. и УЛУС-а од 1997. године. До сада је излагао на више колективник и самосталних изложби у земљи и иностранству.
Поред ликовне уметности Драган Момчиловић годинама се бавио и опремом књиге, графичко-индустријским обликовањем, организовањем рада Ликовне колоније „Classic“ под покровитељством Дуванске индустрије Ниш, чији је и оснивач.

## Живот и каријера
Драган Момчиловић је рођен 22. новембра 1952. у Црној Трави, као друго дете мајке Славке, домаћице и оца Ђоке, зидара, учесника НОР-а. Прве година детињства провео је у Црној Трави, све до пресељења породице Момчиловић у малу моравску варош Ћићевац. По завршетку осмогодишње школовање у Ћићевцу, даље школовање наставио је (1967) у Ниш, у тада већ афирмисаној, петогодишњој Уметничкој школи „Ђорђе Крстић“.
После завршетка средње Уметничке школе у Нишу (1972), на предлог и препоруку професора цртања и примењене графике Драгана Крстића, почео је са радом у тек формираној Издавачкој установи „Градина“ Ниш, на месту техничког уредника. У Издавачкој кући „Градина“ Момчиловић је радио од 1972. до 1993. године, и у њој створио знаковну и симболичку препознатљивост у преко 1.000 наслова које је ликовно опремио.
Од 1976. до 1977. године Момчиловић је у више наврата боравио на студијским путовањима у Фиренци, Риму, Ници, а од 1979. до 2004. године у Румунији, СССР, Пољској, Чехословачкој, Мађарској, Француској, Енглеској и САД.
Педагошку академију „Климент охридски“ у Скопљу, након положеног пријемног испита уписао је 1978. године.
Године 1993. из Издавачке установе „Градина“ Ниш Драган Момчиловић прелази у службу маркетинка, Фабрике дувана Ниш. На његову иницијативу ова фабрика формирала је сопствену Ликовну колонију „Classic“, која је са радом први пут почела у октобру месецу 1994. године на Златару.
По преузимању Фабрике дувана Ниш (2003) од стране компаније „Филип Морис“, Момчиловић је постављен за дизајн менаџера. Ову фирму напустио је 2005. године када се потпуно посвећује сликарству.
Члан УЛУПУДС-а постао је 1977. године, а члан УЛУС-а 1997. године. Живи и ствара у Нишу са статусом Слободног уметника.

## Ликовно стваралаштво
Ликовни језик Драгана Момчиловића је убедљив и складан. Композицију слике гради на јаким, звучним бојама, чија се колористичка скала заснива се на плавој, сивој, црвеној, зеленој, баш онаквој какву видимо на почетку рађања новог дана. Само њему својственом маштовитом визијом, коју манифестује кроз тачно исцртане појединости Момчиловић цртеж своди и прилагођава језику симбола, који су често слични симболима на искреним дечјим сликама.
| „ | У Момчиловићевом сликарству највећа је тајна - оно што је видљиво. У томе и само у томе, то сликарство се се подудара са са стварношћу. Оно истину те стварности не мистификује, већ је лишава њене највеће „мане“ досадне сличности са собом самом. | ” |

Драган Момчиловић се у свом сликарком изразу није везао ни за један правац. Он ствара поштено и изнад свега искрено. Ослањајући се не тако често на постмодернистичка уметничка стремљења, он се истовремено креће у различитим смеровима - правцима, не дозвољавајући при томе да ниједан од њих у његовом стваралаштву добије предност. Држећи се ових принципа Драган Момчиловић је све формалне, ликовне, естетске и сазнајне доктрине ујединио на својим сликама, дајући при томе важнопст да боја и светлост на платну исијава пуним сјајем. Чинећи то често свесно или несвесно, Драган Момчиловић на својим сликама ствара један свет који је другојачији од нашег, тих далек и усамљен, који сличи свим аутентничним уметничким световима.
Поред ликовне уметности Драган Момчиловић већи део живота бавио се и опремом књиге (1972—1993) у Издавачкој установи „Градина“ Ниш и графичко-индустријским обликовањем (1994—2005) у Фабрици дувана Ниш (касније „Филип Морис“). У опремању књига Момчиловић је остварио висок ниво, знаковне и симболичке препознатљивости у преко 1.000 наслова које је ликовно опремио.

## Ликовне колоније[7]
| Година | Место одржавања колоније                                                        |
| ------ | ------------------------------------------------------------------------------- |
| 1994.  | - Ликовна колонија Црна Трава                                                   |
| 1995.  | - Ликовна колонија Црна Трава                                                   |
| 1996.  | - Ликовна колонија Црна Трава - Ликовна колонија Сићево                         |
| 1997.  | - Ликовна колонија Жупа - Ликовна колонија Сићево - Ликовна колонија Црна Трава |
| 2000.  | - Ликовна колонија „Classic“                                                    |
| 2001.  | - Ликовна колонија „Classic“                                                    |
| 2002.  | - Ликовна колонија „Classic“                                                    |
| 2003.  | - Ликовна колонија „Classic“                                                    |
| 2004.  | - Ликовна колонија „Classic“                                                    |

## Награде и признања
Графичко индустријско обликовање
- 1982. Диплома за постигнут висок квалитет у области графичког дизајна УЛУПУДС-Ниш
- 1987. Диплома за постигнут висок квалитет у области графичког дизајна УЛУПУДС-Ниш
- 1987. Златна медаља „СКОМЕСА ‘87“, Међународни сајам дувана, за амбалажу цигарета „KING“, Скопље
- 1987. Златна медаља „СКОМЕСА ‘87“, Међународни сајам дувана, за амбалажу цигарета „QUEEN“, Скопље.
- 1990. Диплома за постигнут висок квалитет у области графичког дизајна УЛУПУДС-Ниш
- 1991. Плакета за постигнут висок уметнички домет-дизајн паковања за цигарете Међународни сајам дувана, за амбалажу цигарета „Classic-light“, на 32. октобарском салону, Београд

Опрема књиге
- 1980. Награда „Љубиша Јоцић“ за књигу „Тодор“ са С. Стевановићем, Београд
- 1988. Похвала за опрему књиге „Аутори и ауторско право“, Међународни сајам књига, Београд
- 1989. Похвала за опрему књиге Бранко Миљковић: „Порекло наде“ и „Смрт Орфеја“, Међународни сајам књига, Београд
- 1990. Трећа награда за опрему књиге Изет Сарајлић: „Изабрана дела“ 1-2, Међународни сајам књига, Београд
- 1991. Прва награда за опрему књиге Добривоје Јевтић: „У атељеу код Велизара Крстића“, лепа књижевност, Међународни сајам књига, Београд

Ликовна уметност
- 1992. Прва похвала за мапу графика, један примерак, Коља Мићевић, „Почитељски епитаф“, Међународни сајам књига, Београд
- 1993. Прва награда за мапу графика, четрдесет примерак, Коља Мићевић, „Почитељски епитаф“, Међународни сајам књига, Београд
- 1993. Награда града Ниша за мапу графика, „Почитељски епитаф“
- 1994. Специјално признање, на Сајму књига у Београду, за библиографско издање књиге „Кракте песме“, Бранко Миљковић, уникат.
- 1997. Годишња награда УЛУПУДС-а Београд за сликарство
- 1998. Плакета за постигнути висок уметнички домет на 43. међународном сајаму књига, Београд, мапа графика Бранко Миљковић, „Седам мртвих песника“ (1956) УЛУПУДС, Београд
- 1998. Повеља „Отисак“ на 35. међународном сајаму књига и графике Ниш ’98, за мапу графика Бранко Миљковић „Седам мртвих песника“ (1956) Ниш

## Самосталне изложбе
| Година | У земљи | Година | У иностранству                                                                                              |
| ------ | --- | ------ | --- |
| 1975.  | - Ниш, Дом културе, Слике и цртежи                                                                                           |        | |
| 1978.  | - Ниш Салон 77, Ликовна решења омота за књиге - Ниш Салон 77, Портрети културних стварала, цртежи                            |        | |
| 1983.  | - Ниш, Дом синдиката Ниш, изложба цртежа и промоција библиофилске књиге „Стварно“ Моме Димића - Ниш Салон 77. Слике и цртежи | 1983.  | - Сарајево, Галерија „Цедус“, Ликовна решења омота за књиге                                                 |
|        | | 1984.  | - Мостар, Галерија Рондо, Слике и цртежи - Ријека, Галерија СКЦ, Слике и цртежи                             |
| 1985.  | - Ниш, Дом ЈНА, Слике и цртежи                                                                                               |        | |
| 1993.  | - Ниш, ГСЛУ, Павиљон у тврђави, Примењена уметност и дизајн 1973-1993                                                        |        | |
| 1994.  | - Ниш, Редакција „Просвета-Ниш“, за круг пријатеља, Слике, „Бранко Миљковић ликовни изазов“                                  |        | |
| 1996.  | - Ниш, ГСЛУ Ниш, Галерија „Србија“, Слике.                                                                                   |        | |
| 1997.  | - Београд, Галерија „Сингидунум“, Слике. - Приштина, Галерија ПКЦ Приштина, Слике                                            |        | |
| 1998.  | - Нови Пазар, Галерија СЛУ, Слике.                                                                                           |        | |
| 1999.  | - Гаџин Хан, Дом културе „Бранко Миљковић“, Слике.                                                                           |        | |
| 2001.  | - Ниш, ГСЛУ Ниш, Павиљон у Тврђави, Слике и објекти.                                                                         |        | |
|        | | 2002.  | - Крањ, Горењски музеј, Слике и објекти - Љубљана, Амбасада Савезна Републике Југославије, Слике и објекти. |
| 2008.  | - Ћићевац, Центар за културу, Слике и објекти.                                                                               |        | |
| 2012.  | - Ниш, „Плава линија живота“, цртежи.                                                                                        |        | |
| 2013.  | - Ниш, ГСЛУ Ниш, Галерија „Србија“, Слике и објекти.                                                                         |        | |

## Групне изложбе и сајмови
| Година | Изложбе слика, цртежа графика | Година | Сајмови |
| ------ | --- | ------ | --- |
|        | | 1973.  | - Београд, Међународни сајам књига |
|        | | 1974.  | - Београд, Међународни сајам књига |
| 1975.  | - Ниш, Ликовни уметници Ниша. | 1975.  | - Београд, Међународни сајам књига |
| 1976.  | - Ћићевац, Милић Петровић и Драган Момчиловић, слике и цртежи - Ниш, Ликовни уметници Ниша. | 1976.  | - Београд, Међународни сајам књига |
| 1977.  | - Ниш, Ликовни уметници Ниша. | 1977.  | Београд, Међународни сајам књига |
| 1978.  | - Суботица, Ликовна смотра младих стваралаца - Загареб, ЗГРАФ 2, Међумнародна изложба графичког дизајна | 1978.  | - Београд, Међународни сајам књига |
|        | | 1979.  | - Београд, Међународни сајам књига |
| 1980.  | - Загареб, ЗГРАФ 3, Међумнародна изложба графичког дизајна. - Београд, 12. мајска изложба чланова УЛУПУДС-а                                                                                                  | 1980.  | - Београд, Међународни сајам књига |
| 1981.  | - Београд, 13. мајска изложба чланова УЛУПУДС-а - Београд, Примењена уметност и дизајн | 1981.  | - Београд, Међународни сајам књига |
|        | | 1982.  | - Београд, Међународни сајам књига |
| 1983.  | - Нишка Бања, Драган Момчиловић, В. Милић, И. Фелкер - Ниш, Примењена уметност и дизајн | 1983.  | - Београд, Међународни сајам књига |
|        | | 1984.  | - Београд, Међународни сајам књига |
| 1985.  | - Ниш, Примењена уметност и дизајн | 1985.  | - Београд, Међународни сајам књига |
|        | | 1986.  | - Београд, Међународни сајам књига |
| 1987.  | - Ниш, Примењена уметност и дизајн - Београд, 29. октобарски салон. | 1987.  | - Београд, Међународни сајам књига |
| 1988.  | - Ниш 40. година уметничке школе „Ђорђе Крстић“. | 1988.  | - Београд, Међународни сајам књига - Загреб, Међународни јесењи велесајам |
| 1989.  | - Београд, Пролећна изложба УЛУС, СУЛУВ, УЛУК | 1989.  | - Београд, Међународни сајам књига |
| 1990.  | - Ниш, Примењена уметност и дизајн | 1990.  | - Београд, Међународни сајам књига |
| 1991.  | - Београд, 32. октобарски салон. | 1991.  | - Београд, Међународни сајам књига |
| 1992.  | - Ниш, Цртежи у књизи, „Места“ Моме Димића | 1992.  | - Београд, Међународни сајам књига |
| 1993.  | - Ниш, Цртежи‘93 - Београд, Цвијета Зузорић, Цртежи у књизи „Места“ Моме Димића. | 1993.  | - Београд, Међународни сајам књига - Нови Сад, Први међународни сајам уметности - Москва, СССР, Међународни сајам дувана - Санкт Петербург, Москва, Кијев, Међународни сајам робе широке потрошње. |
| 1994.  | - Ниш, Пролећна изложба ликовних уметника Ниша чланова УЛУС-а (гост) - Ниш, Сликарска колонија Classic ’94 - Бор, Цртежи у књизи „Места“ Моме Димића - Ниш, Сликарска колонија Classic ’94 - Ниш, Цртежи ’94 |        | |
| 1995.  | - Ниш, Сликарска колонија Classic ’95 - Ниш, Цртежи ’95 | 1995.  | - Лион, Француска, Међународни сајам амбалаже и дизајна |
| 1996.  | - Ниш, Сликарска колонија Classic ’96 - Београд, 37. октобарски салон. - Београд, Златно перо Београд ’96.                                                                                                   |        | |
| 1997.  | - Београд, Новопримљени чланови УЛУС-а |        | |
| 1998.  | - Црна Трава, Сликарска колонија Црна Трава ’98 |        | |
| 1999.  | - Београд, Златно перо Београда ’99 |        | |
| 2000.  | - Ниш, 30. година Галерије савремене ликовне уметности Ниш. |        | |
| 2001.  | - Ниш, Сликарска колонија Classic ’01 - Београд, Златно перо Београд ’01 - Ниш, „Женски акт“, изложба слика Модерна галерија Рам Арт - Београд, Цвијета Зузорић, нишки сликари.                              |        | |
| 2002.  | - Ниш, „Ватерполо“, изложба слика Модерна галерија Рам Арт - Београд, „Ватерполо“, Галерија УЛУС-а. - Ниш, Сликарска колонија Classic ’02                                                                    |        | |
| 2003.  | - Ниш, Сликарска колонија Classic ’03 |        | |
| 2004.  | - Ниш, Сликарска колонија Classic ’04 |        | |
| 2010.  | - Ниш, 40. година Галерије савремене ликовне уметности Ниш. |        | |